# Israel Helfman
Israel Helfman (a publicat și sub pseudonimul A Reziner, adică „de la Rezina”; în idiș ‏ישׂראל העלפֿמאַן‏‎, în rusă Исроэл Хельфман; n. 5 octombrie 1886, Rezina-Târg, gubernia Basarabia, Imperiul Rus – d. 30 ianuarie 1935, Buenos Aires, Argentina) a fost un romancier, jurnalist și editor argentinian,evreu născut în Basarabia

## Biografie
S-a născut în târgul Rezina (acum oraș și centru raional din Republica Moldova) din ținutul Orhei, gubernia Basarabia, (Imperiul Rus). A studiat la heder. În 1906 a emigrat în Argentina, unde a lucrat inițial într-o fabrică de pantofi din Buenos Aires, mai târziu ca profesor. A fost membru al partidului muncitoresc sionist Poalei Sion.
A debutat cu un eseu în ziarul Di Yiddish Zeitung („Ziarul Evreiesc”) în 1909 și a colaborat cu acest ziar timp de mulți ani. De asemenea, a apărut în ziarul Di Presse („Presa”) și ulterior a devenit membru al consiliului de redacție al ziarului respectiv, unul dintre cele două cotidiene zilnice idiș din Argentina. A publicat povești, eseuri, lucrări de jurnalism în revistele Shtraln („Raze”, 1913) și „Argentina” (1921), a fost co-editor al acesteia din urmă. A publicat lucrări pentru copii în revista Blimelech („Flori”, 1922) și alte periodice în idiș. Patru povești ale lui Helfman au fost incluse în antologia Af di bregn fun La Plata („Pe malurile La Platei, 1919). A scris o serie de articole despre scriitori de limba spaniolă.
În 1917, împreună cu Pine Katz, a început să publice în cotidianul Di Naye Zeitung („Ziarul nou”), a fost co-editorul acestuia. Cartea Fun Mein Gemit („Despre dispoziția mea”) a fost publicată în Buenos Aires în 1929. 